# Плань (Швейцария)
Плань (нем. Plagne BE) — бывшая коммуна в Швейцарии, в кантоне Берн. 
До 2009 года входила в состав округа Куртелари, с 2010 года — в округ Бернская Юра. 1 января 2014 года объединена с коммуной Вофлен в новую коммуну Сож.
Население составляет 378 человек (на 31 декабря 2006 года). Официальный код — 0440.